# ロバート・バーン
ロバート・バーン（Robert Byrne、1928年4月20日 - 2013年4月12日）は、アメリカ合衆国のチェスプレーヤー。

## 経歴
ニューヨーク出身。26歳でグランドマスターとなる。1963年12月18日に指された全米選手権でのボビー・フィッシャーとの1局はバーンが敗れたが、グリュエンフェルド・ディフェンスの実戦例として今日でも取り上げられるゲームである。
1973年に行われた世界チェス選手権の第2次予選で、ダークホースにもあがっていなかったバーンが3位となる。しかし、第3次予選の挑戦者決定戦では前世界チャンピオンのボリス・スパスキーと対戦し、3対0で敗退した。
バーンは1972年から2006年までニューヨーク・タイムズ紙でチェスのコラムを持ち、週3回執筆していた。
弟のドナルド・バーンもチェスプレーヤーで、全身性エリテマトーデスのため45歳で没するまではインターナショナル・マスターだった。